# Geografia delle Isole Marshall
La Repubblica delle Marshall consiste in 29 atolli e 5 isole, compresi nei gruppi "Ratak" e "Ralik". Due terzi della popolazione vive a Majuro ed Ebeye. Le altre isole hanno scarsa popolazione ed un basso sviluppo economico.
Posizione:
Oceania, gruppo di atolli ed isole situate nell'oceano pacifico settentrionale fra le Hawaii e la Papua Nuova Guinea
Coordinate Geografiche:
9°00′N 168°00′E
Superficie:

totale:
181,30 km²

terra:
181,30 km²

acqua:
0 km²

note:
inclusi gli atolli di Bikini, Enewetak, e Kwajalein
Coste:
370,4 km
Territorio marittimo:

zona economica esclusiva:
200 nm

mare territoriale:
12 nm
Clima:
tropicale
Altitudine:

punto più basso:
Oceano Pacifico 0 m

punto più alto:
Likiep 10 m
Risorse naturali:
depositi di fosfato, prodotti marini, depositi marini di minerali
Disastri naturali:
tifoni (da giugno a dicembre)